# Elamita lineal

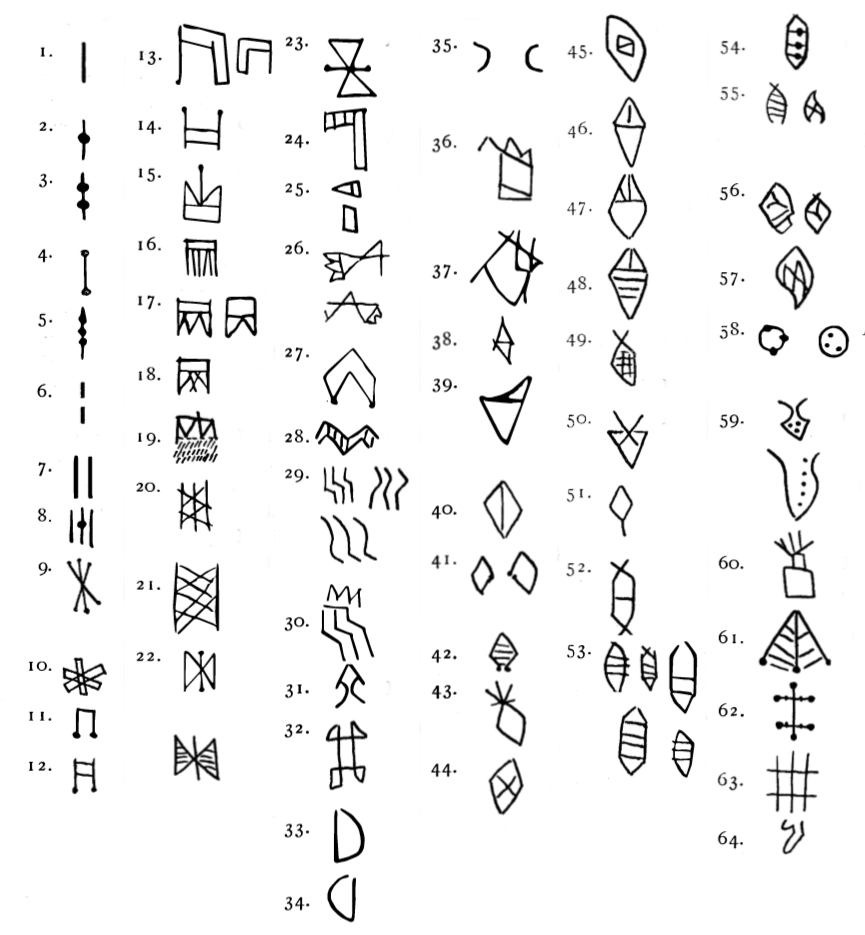
Llista de símbols lineals d'elamita.

L'elamita lineal fou un sistema d'escriptura utilitzada a Elam vers el 2100 aC en temps de Puzur-Inshushinak, el darrer dels dotze reis de la llista de reis d'Awan que dona la llista de Susa. Va regnar vers el 2150 aC i fou contemporani d'Urnamu d'Ur i de Gudea de Lagash. Es creu que va derivar de l'escriptura protoelamita, però després d'estar en vigor uns anys va desaparèixer. S'escrivia tant de dreta a esquerra com a l'inrevés i no ha estat desxifrat. Es coneixen 22 documents en aquesta escriptura (documents A-V), 19 de pedra que són al museu del Louvre; 1 objecte (un got finament treballat, lletra Q) és a Teheran. Una inscripció apareix a l'estàtua de la deessa Narunta i a la taula del lleó (una ofrena) identificats com B i D. Un objecte procedent de Susa amb una escriptura amb signes semblants però completament diferents als altres, és considerada representant d'una escriptura prèvia al protoelamita. Els intents de desxifrar-lo semblen anar per bon camí però encara no s'ha avançat prou, tot i que l'arqueòleg francès François Desset i el seu equip van publicar un desxiframent gairebé complet el 2022.